# Eric Bloom
Eric Jay Bloom är en amerikansk sångare och gitarrist född 1 december 1944 i Brooklyn, New York. Han växte upp i Queens. Bloom studerade under det tidiga 1960-talet språk och började samtidigt intressera sig för musik. Från 1967–1971 var han med i ett antal musikgrupper, bland annat en som hette Lost and Found. Efter det var han från 1968 turneledare för gruppen Soft White Underbelly. 1971 lämnade den gruppens sångare Les Braunstein sin plats och Bloom erbjöds att ta över den. De bytte 1971 namn till Blue Öyster Cult och året därpå skivdebuterade de med ett självbetitlat album. Eric Bloom har sedan dess varit medlem i gruppen och gett ut ett 20-tal album samt gjort tusentals konserter med den. Bloom är privat intresserad av science fiction vilket också färgade av sig på de låtar han skrivit för gruppen.
Bloom, som är känd för att vara en ivrig läsare, särskilt av science fiction och fantasy-romaner, skickade en gång ett fanbrev till den engelska science fiction-författaren Michael Moorcock och samarbetade sedan med honom på tre låtar. "Black Blade" skrevs med tanke på Moorcocks Elric-karaktär, och de andra två var "The Great Sun Jester" och "Veteran of the Psychic Wars", den senare användes i den ursprungliga Heavy Metal-filmen.
Bloom har varit en av medlemmarna som varit med längst i bandet genom årtionden, tillsammans med den ursprungliga medlemmen Buck Dharma. Han har skrivit många av bandets låtar och samarbetar ofta med författare både inom och utanför musikbranschen.